# Заплітний Андрій Ярославович
Андрій Ярославович Заплíтний (англ. Zaplitnyi Andrii, нар. 13 липня 2001 (23 роки) , Чернівці ) — чемпіон Європейських Ігор 2023, чемпіон Європи, призер Чемпіонату Світу з карате, український каратист у категорії куміте до 75 кг. Наразі посідає №6 рейтингу категорії до 75 кг. Майстер спорту України міжнародного класу.

## Життєпис
Навчався у ЗОШ №27 (Ліцей №20). У 2018-2023р. навчався  на Факультеті фізичної культури та здоров'я людини в Чернівецькому Національному Університеті імені Юрія Федьковича.
За вагомий особистий внесок у розвиток спорту області та України нагороджено Почесною відзнакою (медаллю) Чернівецької облдержадміністрації та Чернівецької обласної ради «Вдячна Буковина».

## Спорт
У віці 7 років почав займатися карате у тренерів Пікуліна Олександра та Лазоренка Андрія в Спортивному Клубі «Лідер».
Підписав контракт з HAYASHI про спонсорство у 2019 р.

## Європейські ігри 2023
Андрій Заплітний змагався в категорії до 75 кг, де вийшов до півфіналу в статусі лідера групи з трьома перемогами. Його першим суперником у плей-оф був бельгієць Квентін Маходен, бронзовий призер Євро. У близькому поєдинку українцеві вдалося вирвати перемогу. Маходен реалізував одне юко та іппон, набравши чотири очки, проте Заплітний випередив його на один бал завдяки п'яти юко.
У фінальній сутичці на Андрія чекав італієць Даніеле де Віво. Суперник заробив перше юко й отримав перевагу в одне очко, але каратисти кілька разів обмінювалися очками, наздоганяючи одне одного. Врешті Де Віво знову вийшов уперед, але на останніх секундах юко реалізував уже Заплітний. Таким чином завдяки додатковим показниками він здобув перемогу за рівного рахунку 3:3 та вперше в кар'єрі виборов «золото» Європейських ігор.

## Чемпіонат Європи 2023
Чемпіонат відбувався у Гвадалахарі, Іспанія. Це був дебютний чемпіонат Європи молодого спортсмена в дорослій категорії (MALE KUMITE -75 KG),

за слова самого Андрія в інтерв'ю XSPORT:

Це був мій перший дорослий чемпіонат Європи. Але в мене уже були першості континенту і в юніорській категорії та 18-20 років.
Там я вже мав результати – бронзові нагороди. Можна сказати, два програні півфінали.
Тому я знав, що сюди їду за результатом, так точно. Хотілося вже з третього разу на Євро попасти у фінал.

В першому поєдинку Андрій виграв 3:1 Гора Нерсесяна з Вірменії, в другому виграв австрійця Стефана Покорного з рахунком 6:0, далі в фіналі пула українець успішно пробився проти чорногорця Неманью Мікулича з рахунком 4:0.
У важкому поєдинку за вихід у фінал проти бельгійця Квентіна Маходена, Андрій виборов свою перемогу із рахунком 4:4 маючи пріоритет, взявши бал першим. Невдовзі Андрій провів бій у фіналі Чемпіоната Європи проти турка Ельмана Ельтемура (на той час він був чинним Чемпіоном Європи 2022). Забивши 2 бали рукою в голову Заплітний Андрій переміг з рахунком 2:0 та став Чемпіоном Європи 2023 з карате.

## Спортивні досягнення

### Чемпіонати світу
| Назва                          | Категорія          | Нагорода | Дата та місце         |
| WKF SENIOR WORLD CHAMPIONSHIPS | MALE KUMITE -75 KG | Бронза   | 2023 - BUDAPEST (HUN) |

### Європейські Ігри
| Назва              | Категорія          | Нагорода | Дата та місце              |
| 3rd European Games | MALE KUMITE -75 KG | Золото   | 2023 - Bielsko-Biała (POL) |

### Чемпіонати Європи
| Назва                                         | Категорія                 | Нагорода | Дата та місце            |
| EKF SENIOR CHAMPIONSHIPS                      | MALE TEAM KUMITE          | Бронза   | 2024 - ZADAR (CRO)       |
| EKF SENIOR CHAMPIONSHIPS                      | MALE KUMITE -75 KG        | Золото   | 2023 - GUADALAJARA (ESP) |
| EKF SENIOR CHAMPIONSHIPS                      | MALE TEAM KUMITE          | Золото   | 2023 - GUADALAJARA (ESP) |
| EKF SENIOR CHAMPIONSHIPS                      | MALE TEAM KUMITE          | Бронза   | 2022 - GAZIANTEP (TUR)   |
| EKF JUNIOR, CADET & U21 CHAMPIONSHIPS         | U21 KUMITE MALE -84 KG    | Бронза   | 2021 - TAMPERE (FIN)     |
| EKF SENIOR CHAMPIONSHIPS                      | MALE TEAM KUMITE          | Бронза   | 2021 - POREC (CRO)       |
| 47TH EKF JUNIOR & CADET AND U21 CHAMPIONSHIPS | U21 KUMITE MALE -84 KG    | Бронза   | 2020 - BUDAPEST (HUN)    |
| 46TH EKF JUNIOR & CADET AND U21 CHAMPIONSHIPS | JUNIOR KUMITE MALE -76 KG | Бронза   | 2019 - AALBORG (DEN)     |

### KARATE1 PREMIER LEAGUE та YOUTH LEAGUE
| Категорія                 | Нагорода | Дата та місце            |
| MALE KUMITE -75 KG        | Бронза   | RABAT 2025 (MAR)         |
| MALE KUMITE -75 KG        | Срібло   | CAIRO 2025 (EGY)         |
| MALE KUMITE -75 KG        | Бронза   | DUBLIN 2023 (IRL)        |
| MALE KUMITE -75 KG        | Бронза   | BAKU 2022 (AZE)          |
| MALE KUMITE -75 KG        | Бронза   | MATOSINHOS 2022 (POR)    |
| MALE KUMITE -75 KG        | Бронза   | CAIRO 2021 (EGY)         |
| JUNIOR KUMITE MALE -76 KG | Золото   | CAORLE-VENICE 2018 (ITA) |
| JUNIOR KUMITE MALE -76 KG | Бронза   | UMAG 2018 (CRO)          |

## Державні нагороди
- Орден «За заслуги» III ст. (7 вересня 2023) — За досягнення високих спортивних результатів на ІІІ Європейських іграх у м.Кракові (Республіка Польща), виявлені самовідданість та волю до перемоги, піднесення міжнародного авторитету України.[11]